# Нестоита
Нестоита (укр. Нестоїта) — село, относится к Подольскому району Одесской области Украины.
Население по переписи 2001 года составляло 1698 человек. Почтовый индекс — 66332. Телефонный код — 4862. Занимает площадь 3,91 км².

## Местный совет
66332, Одесская обл., Подольский район, с. Нестоита